# Gebäudereiniger

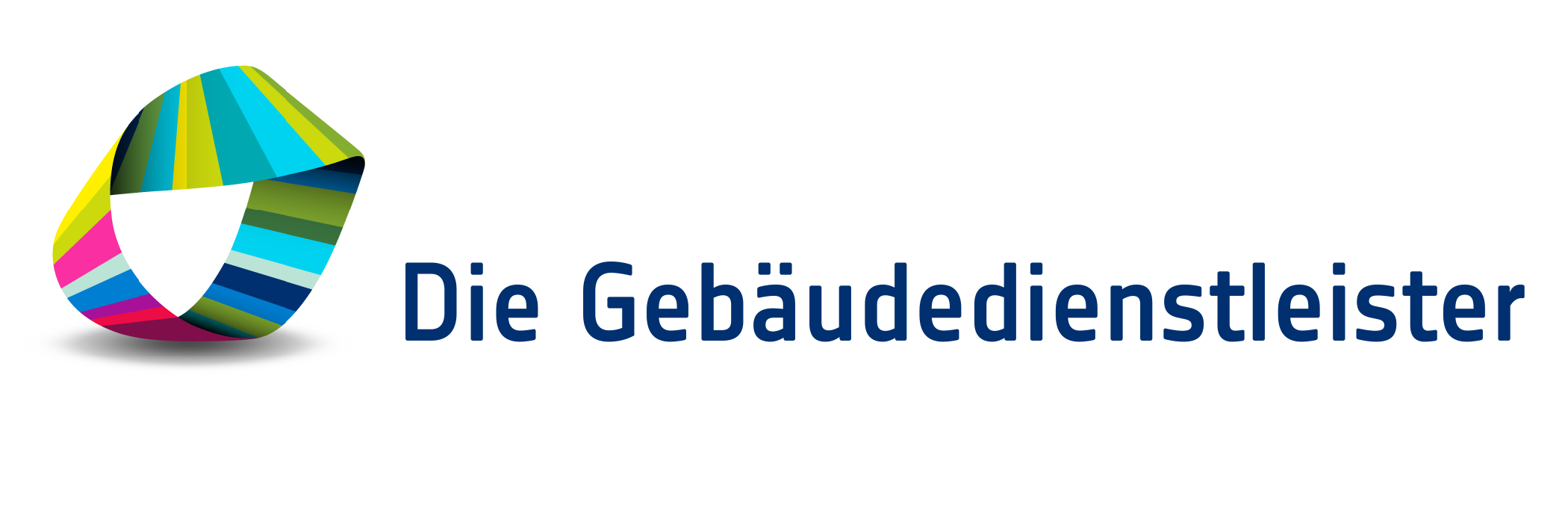
Das offizielle Handwerkszeichen des Gebäudereiniger-Handwerks

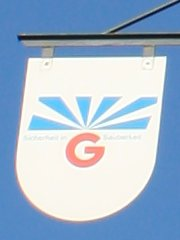
Historisches Handwerkswappen der Gebäudereiniger

Der Beruf des Gebäudereinigers bzw. der Gebäudereinigerin ist ein in Deutschland und Österreich anerkannter Ausbildungsberuf im Handwerk (vgl. Reinigungskraft). In Österreich nennt sich dieses Gewerbe Reinigungstechnik. Die dreijährige betriebliche Ausbildung wird durch eine theoretische und eine praktische Prüfung abgeschlossen. In Österreich wird der Beruf des Gebäudereinigers über den Lehrberuf Reinigungstechnik erlernt. Die Lehrausbildung beträgt in Österreich und Deutschland als duale Ausbildung 3 Jahre. Eine Verkürzung (in Deutschland), zum Beispiel mit Abitur oder besonders guten Leistungen, ist möglich. Die betrieblich-praktische Ausbildung findet im dualen Modell statt. Heißt: Um umfassend ausgebildet zu werden, arbeiten Azubis in einem ausbildungsberechtigten Betrieb und gehen zur Berufsschule. Der Unterricht findet entweder in Teilzeitform mit wöchentlichen Besuchen oder in Blöcken statt.
Das Gebäudereiniger-Handwerk in Deutschland stellt mit knapp 700.000 Mitarbeitern das beschäftigungsstärkste Handwerk in Deutschland dar. Die rund 30.000 Unternehmen der Branche erzielten 2023 (vorläufige Zahlen) einen Umsatz von rund 26 Milliarden Euro.

## Berufsbild
Das Berufsbild des Gebäudereinigers umfasst das Reinigen von Innenräumen, Fassaden und anderen Außenbereichen von Gebäuden jeglicher Art. Mit dem in verschiedenen Kontexten mehrdeutigen Begriff Reinigung ist hier (im Gegensatz zu z. B. rituellen Reinigungen) die Befreiung der Räume und Flächen von physischem Schmutz, Müll und Verschmutzung fast jeglicher Art gemeint. Weitere Aufgaben können hinzukommen, so z. B. die Pflege von Oberflächen. Gebäudereiniger werden auch zum Reinigen von Fahrzeugen, insbesondere öffentlichen Verkehrsmitteln mit Fahrgasträumen (z. B. Bahnen, Busse, Fahrgastschiffe) eingesetzt.

## Geschichte
Die geschichtliche Entstehung des Gebäudereiniger-Handwerks geht auf das 17. Jahrhundert zurück. Nach dem Dreißigjährigen Krieg zogen in Norddeutschland sogenannte Wand- und Wagenwäscher mit Bürsten, Besen sowie Leitern und Kübeln bepackt in die Städte, um Fassaden zu reinigen.
Reinigungsarbeiten gehörten sicherlich schon immer zu den Tätigkeiten der Menschen. Das Gebäudereiniger-Handwerk lässt sich allerdings weder von den sogenannten Wagenwäschern, die nach dem Dreißigjährigen Krieg in Norddeutschland auftraten und auch Fassadenreinigung anboten, noch von den Beschäftigten in der Tradition des klassischen Dienstpersonals ableiten. Das Handwerk des Gebäudereinigers in heutiger Form ist erst mit der beginnenden Industrialisierung im 19. Jahrhundert in Deutschland entstanden. Nachdem der belgische Chemiker und Unternehmer Ernest Solvay im Jahr 1861 durch kostengünstige Glasproduktion diesen Baustoff breiten Bevölkerungsschichten eröffnete, waren die Voraussetzungen für die gewerbliche Glasreinigung geschaffen. 1878 gründete der Franzose Marius Moussy in Berlin sein Französisches Reinigungsinstitut. Das Unternehmen beschäftigte sich ausschließlich mit der Glasreinigung. Ehemalige Mitarbeiter Moussys machten sich bald selbständig und gründeten in anderen Städten weitere Reinigungsinstitute. Ab diesem Zeitpunkt wuchs das Glasreinigungsgewerbe stetig. Das Aufblühen der Industrie im Deutschland der Gründerzeit zog den Bau von großen Geschäftshäusern, Verwaltungsgebäuden, Bahnhöfen und Ministerien mit riesigen Natursteinfassaden und wuchtigen Fenstern nach sich.
Die erste Fassadenreinigung mit Hilfe einer mechanischen Fahrleiter wurde 1888 in Frankfurt am Main durchgeführt.
Die Unternehmer gründeten 1901 eine Berufstandsorganisation, den Verband der Reinigungs-Instituts-Unternehmer Deutschlands. Initiator war der Göttinger Verleger Ernst Kelterborn, der im April 1901 die erste Fachzeitschrift Internationales Centralblatt für Reinigungsinstitute und verwandte Geschäftszweige herausgab. In der Satzung sah der Verband die Gründung von „Gauen und Ortsgruppen“ vor – die Vorläufer der Landesinnungsverbände und Innungen. Einzelne Unternehmer forderten die Anerkennung der Reinigungstätigkeiten als Handwerk.
Im Ersten Weltkrieg zwischen 1914 und 1918 wurden fast alle männlichen Erwerbstätigen des Reinigungsgewerbes zum Heer eingezogen oder zur Arbeit in rüstungswirtschaftlich wichtigen Unternehmen verpflichtet. An ihre Stelle traten die Frauen, die als Betriebsleiterinnen und Glasreinigerinnen arbeiteten. Während des Krieges stellte der Verband seine Tätigkeiten ein.
Im Jahr 1920 wurde im Südwesten Deutschlands der „Verband der Reinigungsinstituts-Unternehmer Süddeutschlands“ und im Westen der Westdeutsche Reinigungsunternehmerverband gegründet. In Hannover wurde die erste Innung für das Glasreinigergewerbe gegründet. Bis zum Beginn des Dritten Reiches entstanden weitere 381 Innungen, wie Freie Innung Kiel 1926; Freie Innung Düsseldorf 1926 oder die Freie Innung Stuttgart 1927.
1929 wurde der Reichsverband der Glas- und Gebäudereiniger-Innungen gegründet. Dem Verband gehörten sechs Landesverbände an: Westdeutscher Reinigungsunternehmerverband und die jeweiligen Verbände der Reinigungsinstituts-Unternehmer Süddeutschlands, Norddeutschlands, Ostdeutschlands, Sachsens und Mitteldeutschlands.
Am 30. Januar 1933 übernahmen die Nationalsozialisten die Macht und ordneten das Handwerk durch die Einführung der Pflichtinnungen neu. Alle Handwerker waren verpflichtet, einer Innung beizutreten. Die Regierung gab am 30. Juni 1934 ein Verzeichnis der Gewerbe heraus, für die diese Bestimmung galt. Hier waren auch die Gebäudereiniger aufgeführt und damit im ganzen Reich als „Handwerker“ anerkannt. Die Innungen wurden „gleichgeschaltet“, d. h., der Vorstand musste in seiner Mehrheit aus Mitgliedern der NSDAP bestehen. Nach der reichsweiten Anerkennung als Handwerk wurde der Reichsverband der Glas- und Gebäudereiniger-Innungen aufgelöst.
Der Beruf des Gebäudereinigers ist als Handwerksberuf seit 1934 staatlich anerkannt und bildet seitdem Gebäudereiniger und Meister aus. Der Gebäudereiniger bekommt nach dreijähriger Ausbildung mit abschließender Prüfung einen Gesellenbrief. Danach kann er eine Meisterprüfung ablegen, was heute aber nicht mehr zwingend ist, um einen Betrieb zu gründen.
Circa 2600 Betriebe allein in Deutschland, von denen einige schon mehr als 100 Jahre existieren, haben sich in Innungen zusammengeschlossen. Seit der Novellierung der Handwerksordnung ist keine Ausbildung mehr erforderlich, um sich als Gebäudereiniger selbständig zu machen. Direkte Folge war eine Zunahme der Anzahl der Betriebe von 7000 (2003) auf zuletzt 35.636 am Stichtag 30. Juni 2010. Die Meisterbetriebe der Innungen sehen ihre Aufgabe auch darin, dieser Entwicklung entgegenzuwirken und den Ruf des Gebäudereiniger-Handwerks durch fachgerechte Leistungen zu stärken.

## Die zehn umsatzstärksten Gebäudedienstleister in Deutschland
Zu den Tätigkeitsschwerpunkten der größten Gebäudedienstleister gehören häufig folgende Bereiche des Gebäudemanagements: Anlagen-/Maschinenreinigung, Außenanlagenreinigung, Fassadenreinigung, Glasreinigung, Großküchenreinigung, Grünanlagenpflege, Industriereinigung, Krankenhausreinigung, Reinraumreinigung, Unterhaltsreinigung, Solaranlagenreinigung, Winterdienste, Catering/Verpflegungsdienste, Sicherheitsdienste, Hausmeisterdienste und Schädlingsbekämpfung.
| Unternehmen                                                           | Sitz              | Gründungsjahr | Mitarbeiter 2016 in DE | Umsatz 2016 in DE |
| --------------------------------------------------------------------- | ----------------- | ------------- | ---------------------- | ----------------- |
| Dussmann Stiftung & Co. KGaA                                          | Berlin            | 1963          | 33.409                 | 1321 Mio. Euro    |
| Wisag Facility Service, gehört zur Aveco Holding AG                   | Frankfurt am Main | 1965          | 31.141                 | 1016 Mio. Euro    |
| Klüh Service Management                                               | Düsseldorf        | 1911          | 49.341                 | 807 Mio. Euro     |
| Gegenbauer Holding SE & Co. KG                                        | Berlin            | 1925          | 17.000                 | 655 Mio. Euro     |
| Sodexo Services GmbH                                                  | Rüsselsheim       | 1958          | 12.300                 | 630 Mio. Euro     |
| Kötter Services                                                       | Essen             | 1934          | 18.900                 | 545 Mio. Euro     |
| Piepenbrock Unternehmensgruppe                                        | Osnabrück         | 1913          | 26.069                 | 503 Mio. Euro     |
| ISS Facility Services Holding, gehört zu Integrated Service Solutions | Düsseldorf        | 1960          | 8.522                  | 332 Mio. Euro     |
| Lattemann & Geiger Dienstleistungsgruppe                              | Dietmannsried     | 1969          | 12.292                 | 268 Mio. Euro     |
| Götz-Gruppe                                                           | Regensburg        | 1949          | 13.114                 | 233 Mio. Euro     |

## Weiterbildung
Als „klassische“ Fortbildungsmöglichkeiten im Anschluss an die Gesellenausbildung stehen Gebäudereinigern folgende Alternativen zur Weiterbildung zur Verfügung:
- Meister
- LEH Bachelor Studienrichtung Lebensmittel, Ernährung
- LEH Bachelor Studienrichtung Hygiene
- Facility-Management Bachelor
- Master Facility-Design und Management
- General Service Manager (FHM)

Der Meister im Gebäudereiniger-Handwerk stellt die klassische Weiterqualifizierung dar. Obwohl mit der letzten Änderung der Handwerksordnung der Meisterzwang im Gebäudereiniger-Handwerk gefallen ist, erfreut sich der Meisterbrief nach wie vor großer Beliebtheit. Eine qualifizierte Weiterbildung ist heutzutage mehr denn je erforderlich, um ein Unternehmen wirtschaftlich führen zu können oder in verantwortungsvolle Führungspositionen zu gelangen. Deswegen ist der Meisterbrief der Schlüssel, mit dem sich neue Wege und Möglichkeiten eröffnen.
Mit dem Meistertitel stehen dem Gebäudereinigermeister allerdings auch noch weitere Möglichkeiten offen. Der Meisterbrief berechtigt auch ohne Nachweis der Hochschulreife zum Ingenieurstudium (FH) Wirtschaftsingenieurwesen mit der Fachrichtung Reinigungs- und Hygienemanagement/-technik.
Lehrinhalte der Vorbereitungsprüfung zum Gebäudereinigermeister:

### Teil I: Fachpraxis
- Laborübungen
- Fachpraktische Übungen

### Teil II: Fachtheorie
- Werkstoffkunde
- Fachtechnologie
- Auftragsbearbeitung
- Fachkalkulation
- Schutzvorschriften
- Datenverarbeitung

### Teil III: Wirtschaft und Recht
- Rechnungswesen
- Wirtschaftslehre
- Rechts- und Sozialwesen

### Teil IV: Berufs-/Arbeitspädagogik
- Rechtsgrundlagen für die Berufsbildung
- Planung und Durchführung der Ausbildung

### Prüfungsablauf
Die Meisterprüfung umfasst vier selbständige Prüfungsteile:
- Teil I: Praktische Prüfung (Meisterprüfungsarbeit und Arbeitsprobe)
- Teil II: Fachtheorie
- Teil III: Wirtschaft und Recht
- Teil IV: Berufs- und Arbeitspädagogik

## Arbeitsfelder

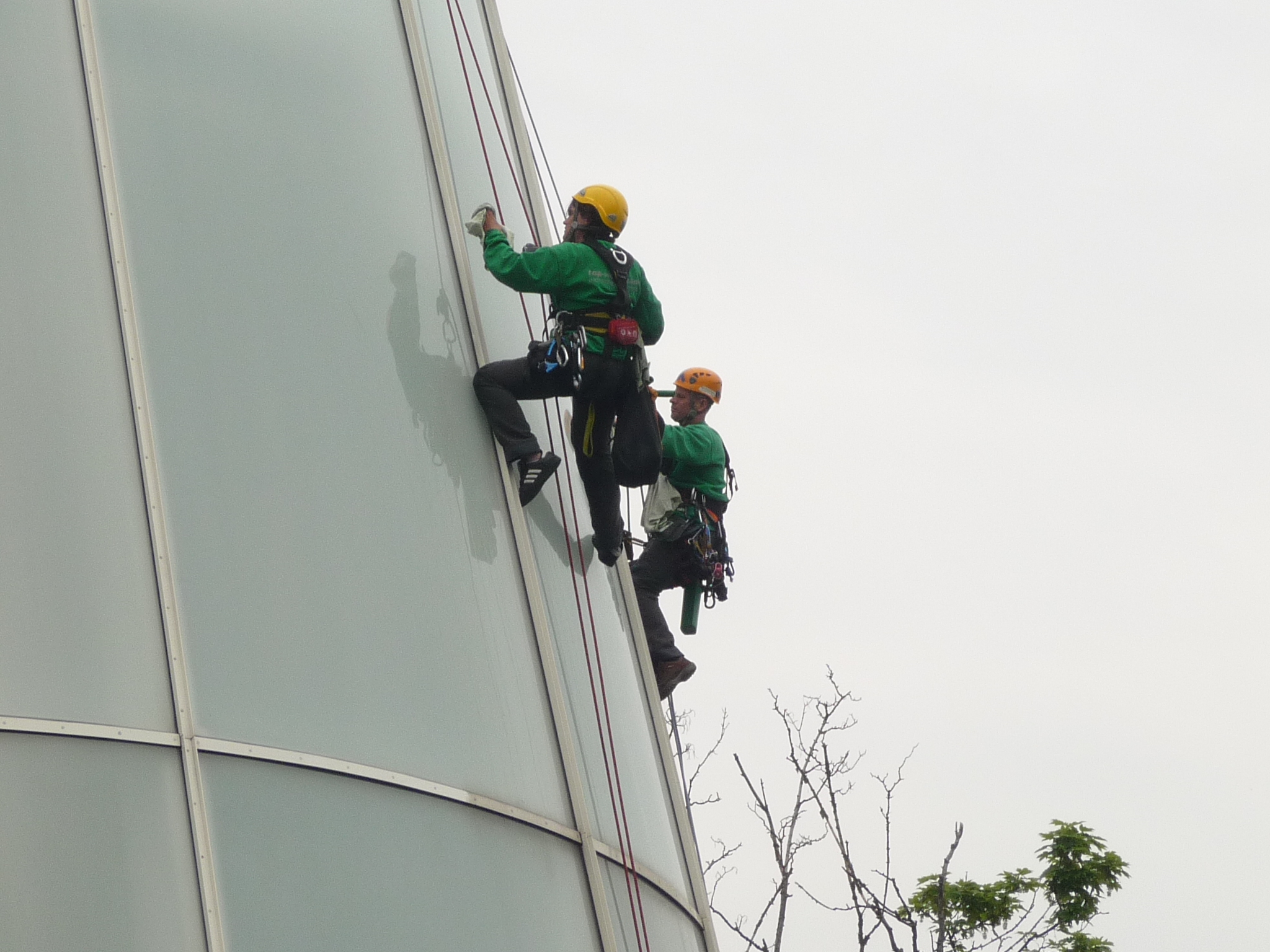
Gebäudereiniger

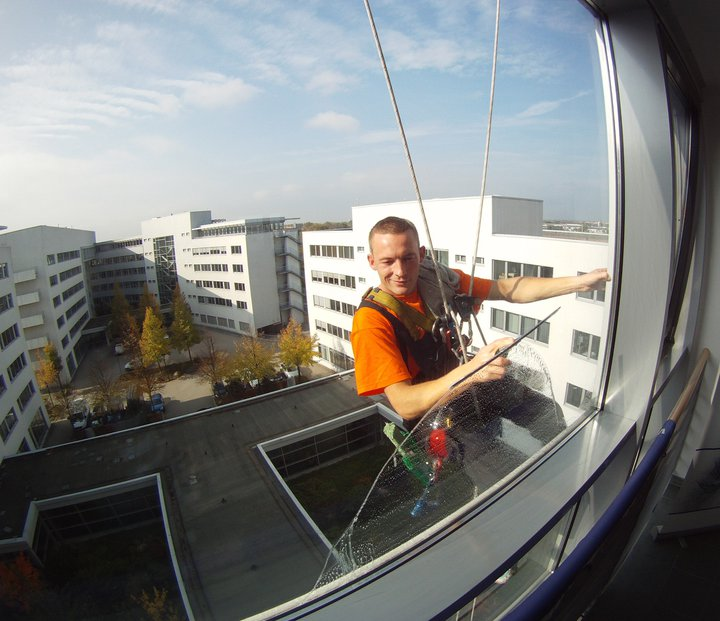
Gebäudereiniger an einem Hochhaus in Leipzig

Der Beruf des Gebäudereinigers umfasst u. a. folgende Arbeitsbereiche:
- Glasreinigung
- Unterhaltsreinigung
- Fassadenreinigung, Graffitientfernung
- Bodenreinigung
- Krankenhausreinigung
- Schädlingsbekämpfung
- Dekontaminationsarbeiten
- Freiflächenreinigung
- Teppichreinigung
- Grundreinigung
- Bau- und Bauendreinigung
- Desinfektionen aller Art
- Verkehrsflächenreinigung

und viele mehr. Zwar werden Gebäudereiniger für anfallende Reinigungsarbeiten überwiegend in Immobilien benötigt, jedoch umfasst das Aufgabengebiet auch Maßnahmen um Immobilien herum. So fallen im Zuge einer Baureinigung neben Tätigkeiten am und im Bauwerk auch unter anderem Reinigungen von Baustellen-Zufahrtswegen an. Je nach Tätigkeit wird bei Baureinigungen zwischen einer Baugrob-, Bauzwischen- und Baufeinreinigung unterschieden.
Dafür benötigt er spezielle Fachkenntnisse, um Schmutz (Materie am falschen Ort) zu beseitigen.
Die Ausbildung zum Gebäudereiniger vermittelt unter anderem Kenntnisse über
- Umweltschutz
- Chemie
- Materialkunde
- Bedienung von Reinigungsmaschinen
- Umgang mit Gerüsten, Arbeitsbühnen und Befahranlagen
- Grundreinigung und Beschichtung von Bodenbelägen
- Teppichreinigung (Shampoonierung, Sprühextraktion, Detachur, Imprägnierung)
- Glas- und Fassadenreinigung
- Unterhaltsreinigung
- Zwischenreinigungsverfahren
- Verkehrsmittelreinigung
- Desinfektionsmaßnahmen
- vorbeugende Schädlingsbekämpfung

Viele Gebäudereinigungsunternehmen bieten ihren Kunden auch Facilitymanagement, also komplette Bewirtschaftung und Instandhaltung des Gebäudes, an. Hierzu gehören unter anderem auch:
- Hol- und Bringdienste
- Winterdienst
- Gartenpflege
- Hausmeisterservice
- Empfangs- und Sicherheitsdienste
- Je nach Lage des Objekts auch die Aufzugskabinenrettung

Diese Tätigkeitsfelder gehören aber nur teilweise zum Berufsbild des Gebäudereinigers.
In der Berufsschule werden spezielle Kenntnisse vermittelt u. a. in
- Reinigungstechnik
- Mathematik
- Chemie
- Wirtschaft
- Politik

## Tarifpolitik
Die Arbeitsbedingungen im Gebäudereiniger-Handwerk in Deutschland werden seit Jahrzehnten in Tarifverträgen geregelt. Diese handeln die beiden Sozialpartner IG BAU auf Arbeitnehmerseite und der Bundesinnungsverband des Gebäudereiniger-Handwerks (BIV) auf Arbeitgeberseite aus.
Die Branche hat einen allgemeinverbindlichen Rahmentarifvertrag (regelt Urlaubstage, Zuschläge, Eingruppierungen etc.) sowie einen Lohntarifvertrag/allgemeinverbindlichen Mindestlohntarifvertrag, der die Stundenlöhne für die einzelnen Tätigkeitsbereiche definiert. In dem Lohntarifvertrag der Branche wird die Höhe der einzelnen Vergütungssätze geregelt. Diese sind in neun Lohngruppen plus Ausbildungsvergütung unterteilt. Bei den Lohngruppen 1 (Innen- und Unterhaltsreinigung) und 6 (Glas- und Fassadenreinigung und Gesellen) handelt es sich gleichzeitig um allgemeinverbindliche Branchen-Mindestlöhne nach dem Arbeitnehmer-Entsendegesetz. Diese sind separat im Mindestlohntarifvertrag zusammengefasst. Gewerkschaft und Bundesinnungsverband haben im November 2024 Einigung über einen neuen Lohntarifvertrag/Mindestlohntarifvertrag erzielt. Das neue Tarifgitter hat eine Laufzeit bis 31. Dezember 2026. Der allgemeinverbindliche Branchenmindestlohn (Lohngruppe 1/Einstiegslohn) steigt zum 1. Januar 2025 auf 14,25 Euro und ab 1. Januar 2026 auf 15 Euro. Damit hebt sich der Einstiegslohn im Gebäudereiniger-Handwerk deutlich vom gesetzlichen Mindestlohn nach oben ab. Der zweite ebenfalls allgemeinverbindliche Branchenmindestlohn, der für Fachkräfte sowie für die Glas- und Fassadenreinigung (Lohngruppe 6) gilt, steigt zum 1. Januar 2025 auf 17,65 Euro und zum 1. Januar 2026 auf 18,40 Euro. Die Ausbildungsvergütungen erhöhen sich in den Jahren 2025 und 2026 je nach Lehrjahr auf 1000, 1.150 und 1.300 Euro.
| Tariflohn in der Gebäudereinigung in Deutschland | Tariflohn in der Gebäudereinigung in Deutschland | Tariflohn in der Gebäudereinigung in Deutschland             | Tariflohn in der Gebäudereinigung in Deutschland             | Tariflohn in der Gebäudereinigung in Deutschland                          | Tariflohn in der Gebäudereinigung in Deutschland                          |
| Datum des Tarifvertrags                          | Gültigkeitszeitraum                              | Höhe des Tariflohns pro Stunde Innenreinigung (Lohngruppe 1) | Höhe des Tariflohns pro Stunde Innenreinigung (Lohngruppe 1) | Höhe des Tariflohns pro Stunde Glas- und Fassadenreinigung (Lohngruppe 6) | Höhe des Tariflohns pro Stunde Glas- und Fassadenreinigung (Lohngruppe 6) |
| Datum des Tarifvertrags                          | Gültigkeitszeitraum                              | Ostdeutschland                                               | Westdeutschland                                              | Ostdeutschland                                                            | Westdeutschland                                                           |
| ------------------------------------------------ | ------------------------------------------------ | ------------------------------------------------------------ | ------------------------------------------------------------ | ------------------------------------------------------------------------- | ------------------------------------------------------------------------- |
| 9. März 2007                                     | bis 28. Februar 2008                             | 6,36 Euro                                                    | 7,87 Euro                                                    |                                                                           |                                                                           |
| 7. September 2007                                | 1. März 2008 bis 30. September 2009              | 6,58 Euro                                                    | 8,15 Euro                                                    | 7,84–8,34 Euro                                                            | 10,80 Euro                                                                |
| 29. Oktober 2009                                 | 10. März 2010 bis 31. Dezember 2010              | 6,83 Euro                                                    | 8,40 Euro                                                    | 8,66 Euro                                                                 | 11,13 Euro                                                                |
| 29. Oktober 2009                                 | 1. Januar 2011 bis 31. Dezember 2011             | 7,00 Euro                                                    | 8,55 Euro                                                    | 8,88 Euro                                                                 | 11,33 Euro                                                                |
| 23. August 2011                                  | 1. Januar 2012 bis 31. Dezember 2012             | 7,33 Euro                                                    | 8,82 Euro                                                    | 8,88 Euro                                                                 | 11,33 Euro                                                                |
| 23. August 2011                                  | 1. Januar 2013 bis 31. Dezember 2013             | 7,56 Euro                                                    | 9,00 Euro                                                    | 9,00 Euro                                                                 | 11,33 Euro                                                                |
| 20. Juni 2013                                    | 1. Januar 2014 bis 31. Dezember 2014             | 7,96 Euro                                                    | 9,31 Euro                                                    | 10,31 Euro                                                                | 12,33 Euro                                                                |
| 8. Juli 2014                                     | 1. Januar 2015 bis 31. Dezember 2015             | 8,50 Euro                                                    | 9,55 Euro                                                    | 10,63 Euro                                                                | 12,65 Euro                                                                |
| 30. Oktober 2015                                 | ab 1. Januar 2016                                | 8,70 Euro                                                    | 9,80 Euro                                                    | 11,10 Euro                                                                | 12,98 Euro                                                                |
| 30. Oktober 2015                                 | ab 1. Januar 2017                                | 9,05 Euro                                                    | 10,00 Euro                                                   | 11,53 Euro                                                                | 13,25 Euro                                                                |
| 10. November 2017                                | ab 1. Januar 2018                                | 9,55 Euro                                                    | 10,30 Euro                                                   | 12,18 Euro                                                                | 13,55 Euro                                                                |
| 10. November 2017                                | ab 1. Januar 2019                                | 10,05 Euro                                                   | 10,56 Euro                                                   | 12,83 Euro                                                                | 13,82 Euro                                                                |
| 10. November 2017                                | ab 1. Januar 2020                                | 10,55 Euro                                                   | 10,80 Euro                                                   | 13,50 Euro                                                                | 14,10 Euro                                                                |
| 10. November 2017                                | ab 1. Dezember 2020 Bundeseinheitlich            | 10,80 Euro                                                   | 10,80 Euro                                                   | 14,10 Euro                                                                | 14,10 Euro                                                                |
| 4. November 2020                                 | 1.1.2021 bis 31.12.2021                          | 11,11 Euro                                                   | bundeseinheitlich                                            | 14,45 Euro                                                                | bundeseinheitlich                                                         |
| 4. November 2020                                 | 1.1.2022 bis 30.09.2022                          | 11,55 Euro                                                   | bundeseinheitlich                                            | 14,81 Euro                                                                | bundeseinheitlich                                                         |
| 2. Juni 2022                                     | Bundeseinheitlich 1.Oktober 2022 bis 31.12.2023  | 13 Euro                                                      | bundeseinheitlich                                            | 16,20 Euro                                                                | bundeseinheitlich                                                         |
| 2. Juni 2022                                     | Bundeseinheitlich 1.1.2024 bis 31.12.2024        | 13,50 Euro                                                   | bundeseinheitlich                                            | 16,70 Euro                                                                | bundeseinheitlich                                                         |
| 15. November 2024                                | Bundeseinheitlich 1.1.2025 bis 31.12.2025        | 14,25 Euro                                                   | bundeseinheitlich                                            | 17,65 Euro                                                                | bundeseinheitlich                                                         |
| 15. November 2024                                | Bundeseinheitlich 1.1.2026 bis 31.12.2026        | 15 Euro                                                      | bundeseinheitlich                                            | 18,40 Euro                                                                | bundeseinheitlich                                                         |

## Organisation
Mehr als jeder hunderte Arbeitnehmer in Deutschland ist in einem der ca. 50.800 Unternehmen im Gebäudereiniger-Handwerk tätig. Organisiert sind die Gebäudereinigungsunternehmen über die Innungsverbände. Regional gibt es Innungen und Landesinnungen, die alle unter dem Dach der Bundesinnung organisiert sind. Der Bundesinnungsverband des Gebäudereiniger-Handwerks vertritt die deutschen Interessen auf europäischer Ebene in den beiden Dachverbänden der Gebäudereinigerbranche: EFCI (European Cleaning and Facility Service Industry) und FIDEN (Fédération Internationale des Entreprises de Nettoyage). Auf weltweiter Ebene ist der deutsche Bundesinnungsverband Mitglied im WFBSC (World Federation of Building Service Contractors).
Der Bundesinnungsverband hat Ausschüsse für Berufsbildung, Öffentlichkeitsarbeit, Rechts- und Wettbewerbsfragen, Technik und Betriebswirtschaft. Die Tarifkommission des Bundesinnungsverbandes verhandelt mit den Sozialpartnern (IG BAU) die bundeseinheitlichen Tarifverträge für die gewerblich Beschäftigten des Gebäudereiniger-Handwerks.